# Sinclair Jones

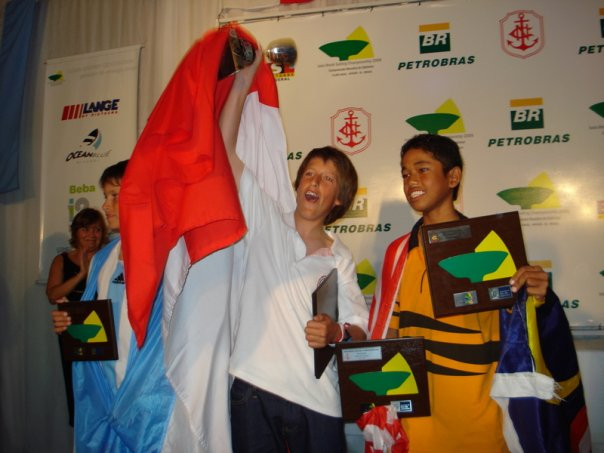
Sinclair al recibir el título de Campeón Mundial en Niterói (Brasil).

Richard Sinclair Jones Monteverde (Lima, 3 de septiembre de 1995) es un velerista peruano que fue campeón del mundo de la clase Optimist en 2009, con 14 años.

## Biografía
Sinclair Jones practica vela desde los 7 años. Se graduó del Markham College en el 2014 y luego estudio en la Pontificia Universidad Católica del Perú y terminó su carrera en Boston College.

## Trayectoria
Es el primer peruano en obtener el Campeonato Mundial de Optimist en individual y de toda la historia de la vela. Este título lo logró en la bahía de Niterói (Brasil), frente a 211 veleristas de 43 países.
Además, Sinclair, es bicampeón sudamericano por equipos (Salinas 2009, Uruguay 2010). También ganó el nacional por equipos dos veces (2008, 2009) y la copa rotativa del "Ranking" de Optimist del 2009 en Perú, premio al mejor timonel del año. 
Sinclair ganó el campeonato Mundial con 38 puntos, mientras que el malayo Mohamad Faizal Norizan se llevó el subcampeonato con 46 puntos y el tercer lugar lo obtuvo el argentino Ignacio Rogala, con 51. En este campeonato, que se realizó en el Clube Naval Charitas, Sinclair recibió la Beacon Challenge Cup, que es una copa rotativa para el mejor del mundo de cada año. 
Además Jones ganó en el mes de noviembre del 2009 en la bahía de Salinas, Ecuador el campeonato de Optimist de los Juegos Bolivarianos de 2009. Sinclair fue el primer peruano en traer la medalla de oro para el Perú.
En comité olímpico le otorgó el premio de la Antorcha Olímpica en la categoría "Menores de 17 aňos, Varones". Además el IPD (Instituto Peruano del Deporte) lo consagró "Mejor Deportista Sub-17, Varones" entregándole el Colibrí de Plata, máximo galardón deportivo.
En el año 2015 va a estudiar Economía y Computer Science a la universidad Boston College en Estados Unidos. Por un tiempo pertenece al equipo de vela ganando muchos premios, pero luego abandona el equipo para dedicarse a sus estudios.
En el año 2018 se gradúa de la universidad y se muda a Nueva York para trabajar en banca inversión en Goldman Sachs.